# Marino (prefetto del pretorio)
Marino (latino: Marinus; Apamea, ... – ...; fl. 498-519) fu un alto funzionario dell'Impero romano d'Oriente.

## Biografia
Marino era nativo di Apamea in Siria ed era un monofisita. La sua carriera è nota a partire dall'incarico di tractator di Siria e poi di chartularius presso lo Scrinium Orientis (un dipartimento della Prefettura del pretorio d'Oriente che si occupava di gestire le finanze della diocesi d'Oriente); giunse a diventare il consigliere finanziario dell'imperatore Anastasio I (attorno al 511).
Fu responsabile della creazione della figura dei vindices ed esercitava un controllo quasi totale in materia di tassazione: nel tardo 511 convinse Anastasio a rinunciare al proprio piano di diminuire le tasse a Gerusalemme e alla Palestina. Mentre teneva questi uffici, divenne notevolmente ricco.
Ottenne l'incarico di Prefetto del pretorio (probabilmente d'Oriente) dopo Zotico (511-512), lasciandolo prima del 515. La sua confessione religiosa fu la causa dell'incidente del 6 novembre 512, quando una folla di calcedoniani inferociti diedero alle fiamme la sua casa a Costantinopoli. In questo periodo ebbe rapporti con Severo di Antiochia, il quale raccomandò al vescovo Stefano di Apamea di consacrare sacerdote un parente di Marino; è anche famoso un suo nipote, figlio di sua figlia, che governò rapacemente la Libia sotto Anastasio.
Nel 515, in occasione della rivolta di Vitaliano, Anastasio dette a Marino il comando delle truppe che difendevano Costantinopoli assediata; dietro consiglio del filosofo ateniese Proclo, Marino fece gettare dello zolfo sulle navi che bloccavano il porto e fece dar loro fuoco, obbligando Vitaliano ad allontanarsi.
Si racconta che dopo la morte di Anastasio e l'ascesa al trono di Giustino I, Marino fece dipingere la storia dell'arrivo di Giustino a Costantinopoli e della sua successiva carriera sulle pareti di alcune terme pubbliche; sotto il nuovo imperatore ricoprì la carica di Prefetto del pretorio (probabilmente d'Oriente), ma per breve tempo (è attestato in carica dal 6 novembre al 1º dicembre 519), in quanto deposto da Giustino stesso. È allora possibile che l'accusa di aver collaborato col praefectus sacri cubiculi Amanzio allo scoppio di disordini presso Hagia Sophia sia da mettere in collegamento con la sua deposizione.
Morì prima del 539.